# Laurent Auberge de Garcias
Pour les articles homonymes, voir Garcias.
Laurent Jules Eugène Louis Auberge dit Auberge de Garcias né le 1er août 1865 à Perpignan et mort le 23 février 1920 à Avignon est un peintre français.

## Biographie
Laurent Auberge naît à Perpignan en 1865. Il est issu du second mariage  d'Eugène Auberge (1829-1883), avoué à Perpignan et de Claire Baratte (1842-1866), fille de médecin. En 1886, il épouse à Avignon Léonie Gardot, fille de chef d'escadron et nièce de Jules Gardot, professeur de dessin à Saint-Etienne (1828-1891). Il ajoute à son patronyme celui de Garcias qui est celui de son aïeule maternelle Joséphine de Garcias, décédée en 1889 et nièce du député Laurent Garcias. Il meurt à Avignon à l'âge de 54 ans, ville où il serait enterré .

## Carrière
En 1893, il tente de vendre aux musées royaux des Beaux-Arts de Belgique un dessin préparatoire du tableau de l'église de Belém par Jean-Baptiste Van Moer à Ixelles, mais l'offre est refusée. Au Salon d'automne de 1911, il expose une Idylle bretonne.
En 2013 est organisée une exposition au musée d'Art moderne de  Collioure où figurent des œuvres d'Auberge de Garcias, Balbino Giner, Jean-Louis Vila, Henri Marre, Emmanuelle Jude et Augustin Hanicotte, entre autres. Son oeuvre intitulée Lo Fosteig, est restaurée en 2018.

## Œuvres dans les collections publiques
- Perpignan, musée Hyacinthe-Rigaud : Lo Fosteig, huile sur toile, restauré en 2018[6],[10].

## Distinction
- Officier de l'ordre des Palmes académiques[11].